# トカラ (小惑星)
トカラ（10159 Tokara）は、小惑星帯に位置する小惑星。
1994年12月、小林隆男が群馬県大泉町で発見した。

## 名称
鹿児島県の南方に連なるトカラ列島にちなむ。命名は2003年5月の小惑星回報（MPC 48390）で公表された。
この名称は並木光男が推薦したものである。並木はトカラ列島に関心を持った契機として、2009年7月22日の日食における皆既日食帯が通ることを挙げている。
トカラと同時に、トカラ列島に属する島にちなんだ (10161) 中之島、(10164) 悪石島、(10166) 宝島 も命名がなされている。いずれも小林が発見した小惑星に対して並木が推薦した名称である。
このほか、鹿児島県の地名に由来する (10178) 入来 も同時に命名されている（発見者は小林）。また、2009年7月22日の日食に関連して (20193) 屋久島が命名されている。

## 註
1. ↑  MPC 48390（2003年5月1日）
2. 1 2  2003.05.16　鹿県の地名を冠した新小惑星、多数誕生 Archived 2007年9月28日, at the Wayback Machine. - せんだい宇宙館